# Samtgemeinde Wrestedt

Lage der Samtgemeinde im Landkreis Uelzen

Die Samtgemeinde Wrestedt war eine Samtgemeinde inmitten der Lüneburger Heide im Landkreis Uelzen, Niedersachsen. Sie bestand aus den Gemeinden Stadensen, Wieren und Wrestedt. Verwaltungssitz der Samtgemeinde war Wrestedt. Zum 1. November 2011 lösten sich die Gemeinden auf und bildeten die neue Gemeinde Wrestedt, die der Samtgemeinde Aue angehört, Verwaltungssitz dieser Samtgemeinde ist wiederum Wrestedt.

## Politik
Der Samtgemeinderat hatte 20 Sitze.